# Dunit

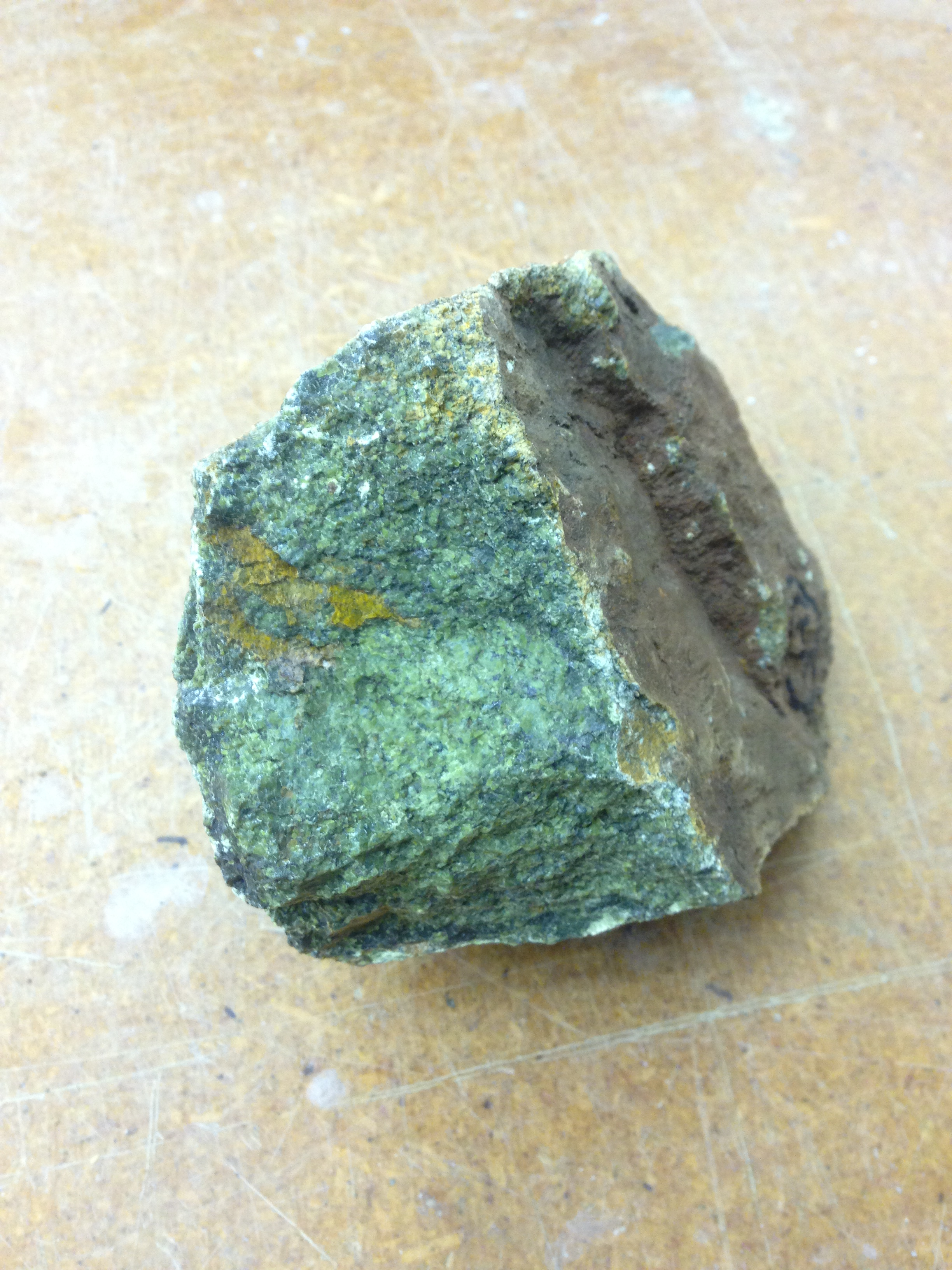
Eșantion de dunit din Pilbara, Australia.

Dunitul este o rocă magmatică, plutonică, cu o structură faneritică și compoziție ultramafică. Mineralogic, este alcătuit din minim 90% olivină, ocazional piroxeni, pirop, cromit, etc. Dunitul, alături de peridotit este principalul constituent al mantalei Pământului, la adâncimea de aproximativ 400 km. Apare rareori în roci de origine continentală, la baza structurilor ofiolitice, de obicei în zone de subducție.